# Liste der Baudenkmäler in Neuhütten (Unterfranken)
Auf dieser Seite sind die Baudenkmäler in der unterfränkischen Gemeinde Neuhütten zusammengestellt. Diese Tabelle ist eine Teilliste der Liste der Baudenkmäler in Bayern. Grundlage ist die Bayerische Denkmalliste, die auf Basis des Bayerischen Denkmalschutzgesetzes vom 1. Oktober 1973 erstmals erstellt wurde und seither durch das Bayerische Landesamt für Denkmalpflege geführt wird. Die folgenden Angaben ersetzen nicht die rechtsverbindliche Auskunft der Denkmalschutzbehörde.
 Diese Liste gibt den Fortschreibungsstand vom 15. April 2020 wieder und enthält 5 Baudenkmäler.

## Baudenkmäler nach Ortsteilen

### Neuhütten
| Lage                                                 | Objekt                             | Beschreibung | Akten-Nr.    | Bild                               |
| ---------------------------------------------------- | ---------------------------------- | --- | ------------ | ---------------------------------- |
| Kirchweg 1 (Standort)                                | Bauernhof, Wohnhaus                | Giebelständiger zweigeschossiger Satteldachbau mit Zierfachwerkobergeschoss über hohem Kellersockel, bez. 1774, Erdgeschoss verändert | D-6-77-165-2 | BW                                 |
| Kirchweg 1 (Standort)                                | Bauernhof, Scheune                 | Ein-/ zweigeschossiger Fachwerkbau mit Satteldach und in Sandstein errichtetem Stall im Erdgeschoss sowie seitlicher Toreinfahrt, 19. Jh. | D-6-77-165-2 | BW                                 |
| Kirchweg 3, 5 (Standort)                             | Bauernhaus                         | zweigeschossiger giebelständiger Fachwerkbau mit Satteldach über hohem Kellergeschoss mit Freitreppe, um 1800 | D-6-77-165-3 | BW                                 |
| Kirchweg 11 (Standort)                               | Katholische Pfarrkirche St. Joseph | Saalkirche mit Walmdach und rundem Chorturm mit stark eingeschwungenem Kegelhelm und überkuppelter Laterne, Vorhalle auf dreieckigem Grundriss, bossiertes Sandsteinmauerwerk, gotisierender Expressionismus, 1926; mit Ausstattung von 1796; | D-6-77-165-4 | Katholische Pfarrkirche St. Joseph |
| Kirchweg 11; am Treppenaufgang zur Kirche (Standort) | Bildhäuschen                       | unter Verwendung historischer Bauteile der alten Kirche errichtete Nischenarchitektur mit Figur des hl. Joseph, Zopfstil, bez. 1796, modern ergänzt                                                                                           | D-6-77-165-4 | BW                                 |
| Nähe Breidensteiner Straße (Standort)                | Friedhof                           | Aufgelassener terrassenförmiger Friedhof mit gusseisernem Grabkreuz, 19./20. Jh. und Denkmal für die Gefallenen des Ersten Weltkriegs, Sandstein, bez. 1920                                                                                   | D-6-77-165-1 | BW                                 |
| Nähe Breidensteiner Straße (Standort)                | Friedhofskreuz                     | Tischsockel mit Kruzifix, Sandstein, bez. 1819 | D-6-77-165-1 | BW                                 |
| Nähe Breidensteiner Straße (Standort)                | Gefallenendenkmal                  | für 1870/71, Stufenpostament mit konischem Inschriftsockel und Obelisk mit Helmzier, Sandstein, Ende 19. Jh. | D-6-77-165-5 | BW                                 |